# Jan-Olof Kulander
Jan-Olof Kulander, född 25 september 1953 i Oskarshamn, är en svensk organist, dirigent, kompositör och textförfattare. Han är representerad i Verbums psalmbokstillägg med psalmerna 721 och 754. Han driver förlaget och musikhandeln Kulander Musik AB.
Kulander utbildade sig till kantor och avlade kantorsexamen i Linköping och  kyrkokantorsexamen vid Musikhögskolan i Stockholm året därpå. Under ett års tid studerade han harmonilära för professor Valdemar Söderholm och orgel för professor Gotthard Arnér i Stockholm. Sedan fortsatte han sina studier vid Musikhögskolan i Malmö till högre kyrkomusiker (organistutbildningen) som avslutades 1980. Han avlade sedan dirigeringsexamen vid Musikhögskolan i Malmö för professor Dan-Olof Stenlund 1981. Jan-Olof Kulander har tre gånger mottagit Anders Frostenson-stiftelsens stippendium för sina sångtexter.

## Verklista

### Körverk

#### Adventssånger
- Adventstid (Olof Jansson)
- Gläd dig,det är Advent  (Olof Jansson)
- Sjung Hosianna!
- Låt jubelsången stiga
- Hör vigda klockor ringa (arrangemang)
- Hosianna! Se han kommer
- Nu tänder vi ljusen (arrangemang)
- En lovsång i Advent
- Tänd dina ljus i Advent

#### Allmänna sånger
- Du ska vara med mig
- Det tänds en stjärna

#### Julsånger
- Tänd dina ljus
- Julens under möter oss igen
- Juletid, juletid
- Josefs julsång
- Natt skall ej förbliva
- Undret som ändrade allt
- Stilla i vinterkvällen (Jul)

#### Sånger vid allhelgona
- Buren av ljus
- En dag av ljus

#### Övriga
- Ditt barn i din famn, Maria...
- En stjärnas ljus
- En vårvisa
- Fri att leva
- Jag vill tro...
- Kom ljuvliga sommar
- Kom låt oss höja glädjerop
- Kom sköna, höga sommarsol
- Låt din stjärnas ljus
- Lucia
- Låt mig ledas av din ande
- Maria står vid korsets stam
- Med öppna tillitsfulla händer
- Maria går sin kyrkogång
- Morgonens stjärna
- Marias glädje
- Nu smeker sommarvinden
- Nu blommar sommarhagen
- Nu sjunger vårens ljuva vindar

- Om du vill
- Sagan som kärleken gjort
- Snart är den dagen här
- Som solen glöder
- Stillhetskoral
- Var mitt ljus
- Varje mänska du nämner..
- Visa i sommartid
- Vem är det som vandrar

#### Kör med piano
- Aftonbön
- Bortom drömmar
- Bön i juletid
- Det finns...
- Det sjunger skönt
- Då tänds ett hopp
- Det är här nånting sker
- Din vidöppna famn
- Du är min trygghet
- En aning av evighet
- En nattvardskoral
- En glädjens dag
- En stjärna lyser i natten (även fiol med SSA)
- En sommarpsalm
- Gud jag vill att du hör mig
- Herre, jag kommer till dig
- Herren finns i allt
- Hjälp mej nu idag
- Herren är min herde
- Låt glädjens sol få flöda
- Nu jublar alla blommorna
- När alla ord har tystnat
- Samla er skatter i himlen
- Så tysta som tankar i natten
- Vid sommarens grind
- Vårbön
- Vårens stilla väntan

#### Kör med orgel
- Lovsång
- Landet bortom

#### A cappella
- När dagen fylls av fågelsång
- Som älvens vatten

#### Arrangemang
- Advent – hör vigda klockor
- Air
- Ain't she sweet
- Bliv kvar hos mig
- Den första gång jag såg dig
- En skapares händer
- Gässen flytta
- Havet
- Jag är så glad var julekväll
- Jesus, min Herre
- Kristallen den fina
- Kärleksvals
- Kosterflickornas visa
- Ljuset
- Mitt hjerte alltid vanker
- Närmare Gud till dig
- O hur saligt att få vandra
- Over the Rainbow
- Regnbågen
- Saliga visshet
- Skymning faller tyst och stilla

### Solosånger med pianokomp
- Nu löser solen sitt blonda hår

### Orgelverk
- Amazing grace
- Bortom havet
- Meditation över "Blott en dag"

Samtliga sånger säljs enbart via 
https://www.kulandermusik.se